# Židovský hřbitov v Nové Bystřici
Židovský hřbitov v Nové Bystřici, založený roku 1878, se nachází v polích severně od města po pravé straně silnice vedoucí na Číměř.
Jižní zeď areálu, ve kterém je na 100 kusů náhrobků, se nedochovala a nahrazuje ji dřevěné oplocení. Je volně přístupný.